# Трусколяс
Трусколяс (пол. Truskolas, нім. Trutzlatz) — село в Польщі, у гміні Плоти Ґрифицького повіту Західнопоморського воєводства.
Населення — 170 осіб (2011).
У 1975-1998 роках село належало до Щецинського воєводства.

## Демографія
Демографічна структура станом на 31 березня 2011 року:
|          | Загалом | Допрацездатний вік | Працездатний вік | Постпрацездатний вік |
| -------- | ------- | ------------------ | ---------------- | -------------------- |
| Чоловіки | 82      | 18                 | 60               | 4                    |
| Жінки    | 88      | 15                 | 53               | 20                   |
| Разом    | 170     | 33                 | 113              | 24                   |